# ラ・リューヌ登山鉄道
ラ・リューヌ登山鉄道（ラ・リューヌとざんてつどう、フランス語:Petit train de la Rhune、バスク語:Larrungo tren ttipia）は、フランスバスク地方のピレネー山脈の西端にあるメーターゲージの登山鉄道である。
ラック式鉄道（Strub方式）の登山鉄道であり、ビスケー湾岸のサン＝ジャン＝ド＝リュズから東10kmの距離にあるコル・デ・サン＝ティニャスとラ・リューヌ峰の山頂付近を結んでいる。軌間は1,000mm（メーターゲージ）。ラ・リューヌ峰の山頂はスペインとフランスにまたがっているが、登山鉄道の線路自体は全線がフランス領（ピレネー＝アトランティック県内）にある。

## 歴史

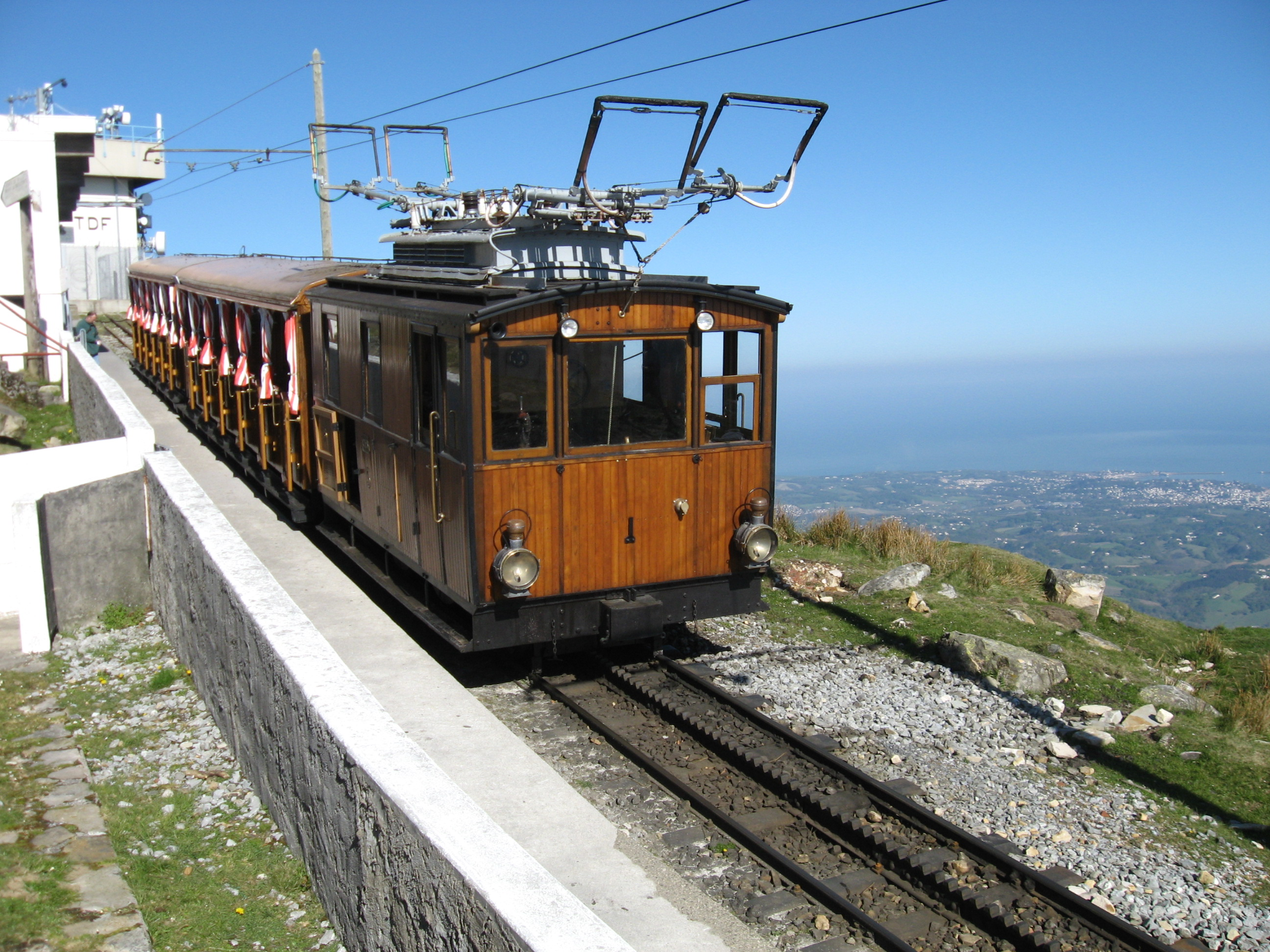
山頂駅。三相電源のツインワイヤーが見える。背景には大西洋岸が見える。

1908年に初めてラ・リューヌ峰の頂上まで鉄道を敷く計画が提案され、1912年に通過した法律で県に建設と運営が委託された。1912年に線路の敷設が開始されたが、第一次世界大戦の影響で中断され、開業したのは1924年6月30日のことであった。その間で、路線を建設して1982年まで運用する免許が département to the Société Anonyme des Chemins de Fer Basques に付与され、同社は1914年に社名を Voies Ferrées Départementales du Midi（VFDM／ミディ鉄道交通局）に変更した。19世紀末から20世紀初頭にかけてビスケー湾岸のサン＝ジャン＝ド＝リュズはベル・エポックの別荘地として開発され、浜辺でのバカンスに飽き足らない富裕層がこの登山鉄道の顧客となった。
1978年、山麓のサール村の住民はラ・リューヌの頂上に至る自動車用道路を建設する提案を住民投票によって拒否し、この結果、ラ・リューヌ登山鉄道は存続した。
その後、ミディ鉄道交通局への免許は1994年まで延長され、合併により 1989年からは Société Hydroélectrique du Midi（SHEM）に引き継がれた。
1994年、免許の期限切れにより路線の運用はいったん県に戻ったが、1995年から2012年にはCFTAが運行を担い、2012年以降は Établissement public des stations d'altitude（EPSA）が運用している。

## 詳細
- 路線長 : 4.2km
- ラック方式 : Strub式
- 山麓駅の標高 : 169m
- 山頂駅の標高 : 905m
- 最大勾配 : 25%
- 所要時間 : 30分間
- 運行速度 : 9km/時

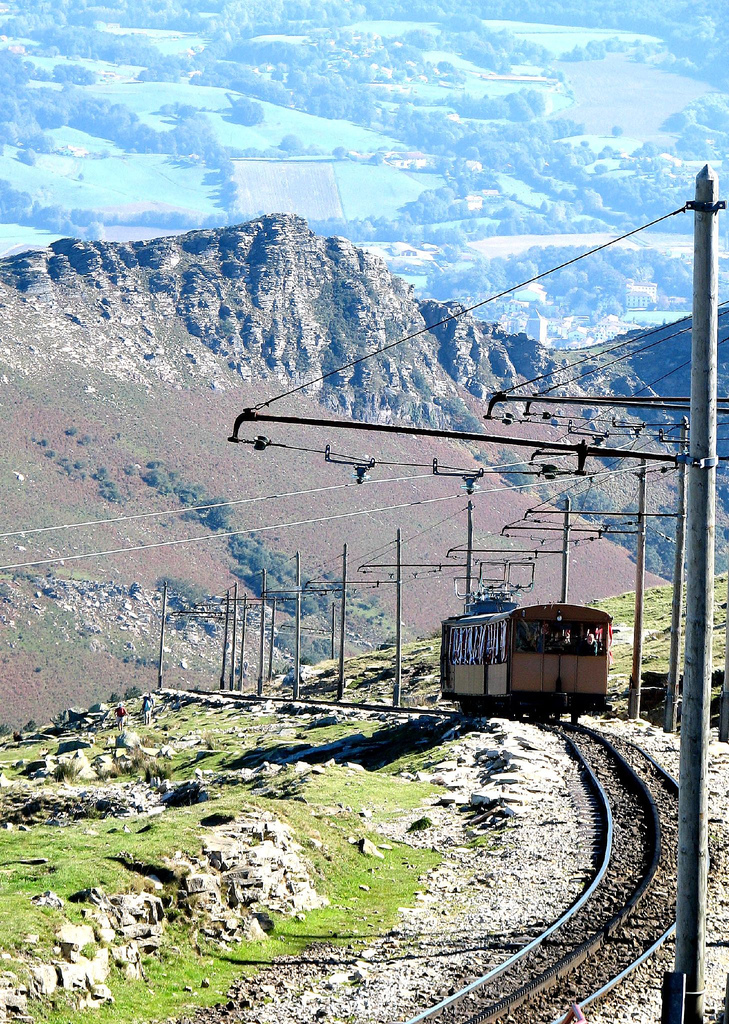
登山列車。

- 電力供給 : 3,000V、50Hz、三相交流方式

列車は四輪の電気機関車が山側の2台の客車を押し上げて下ろす。各客車は、上端が4輪の台車で、下端が2輪の車軸になっている。各客車には10席のコンパートメントが6つあり、各列車の乗客は120人である。
運行期間は3月中旬から11月初旬までであり、冬季は運行されていない。
現在でも三相交流方式を用いている世界で4つしかない路線のひとつであり、開業当時の車体が現在も使用されている。

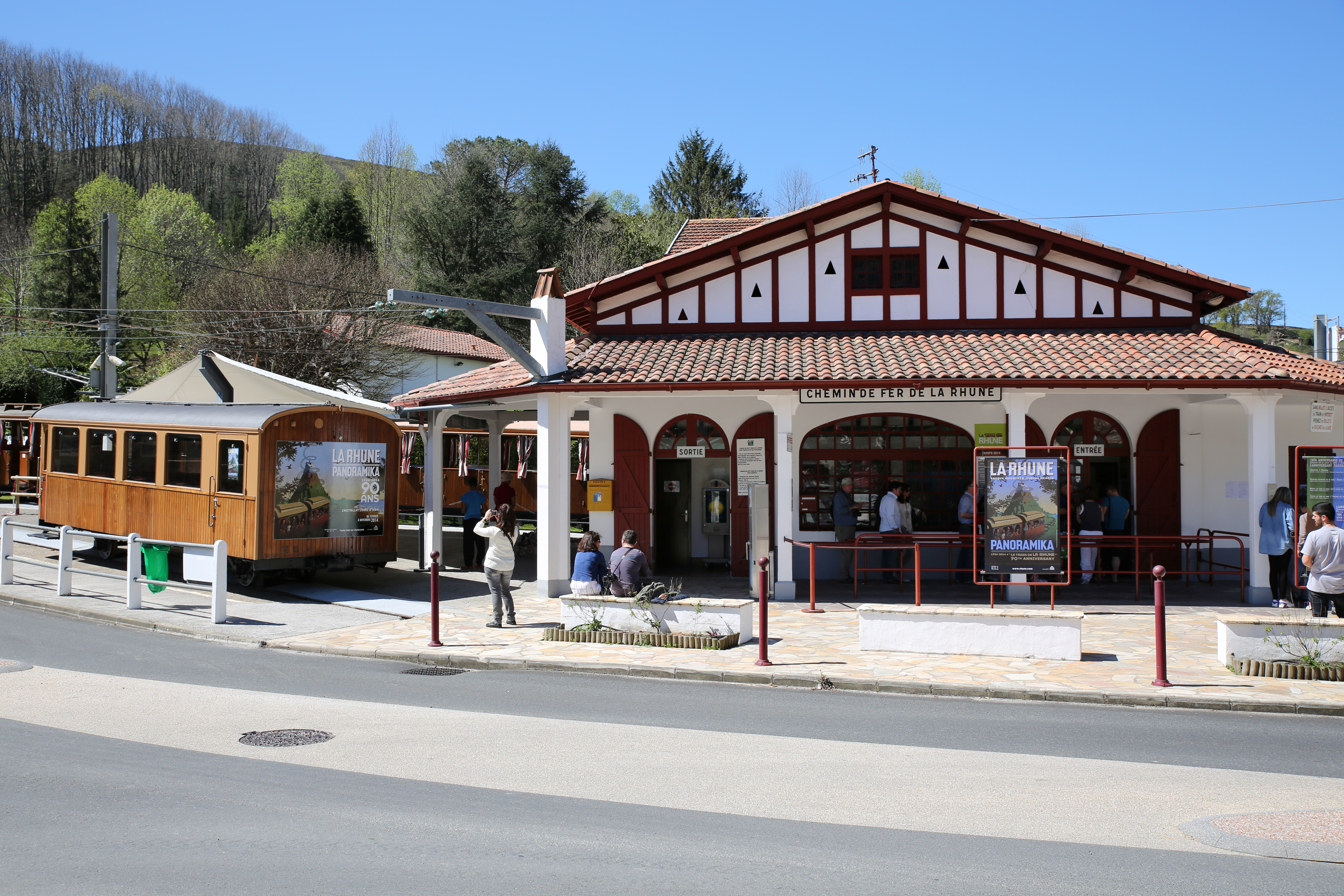
山麓駅
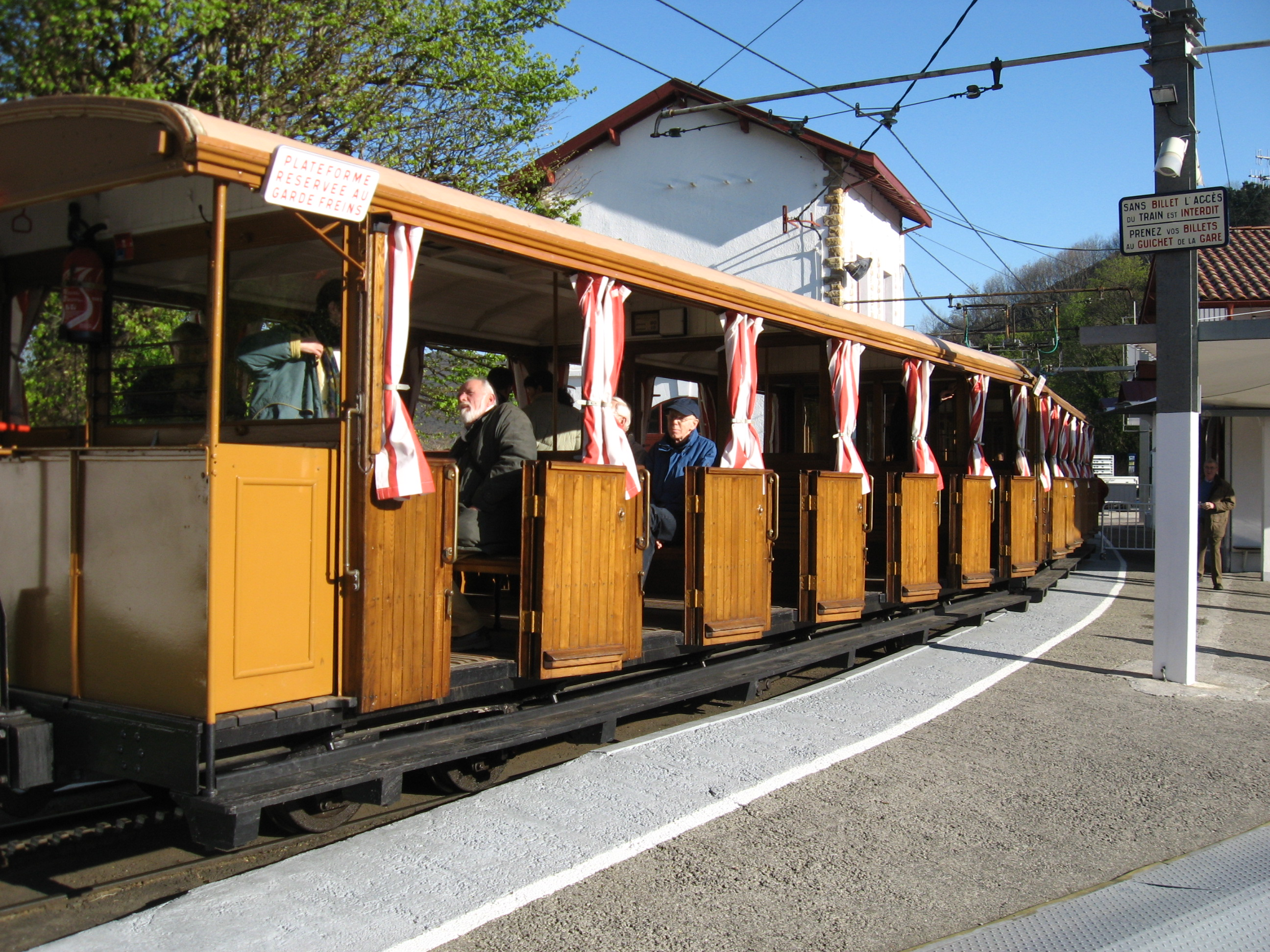
山麓駅に停車中の列車
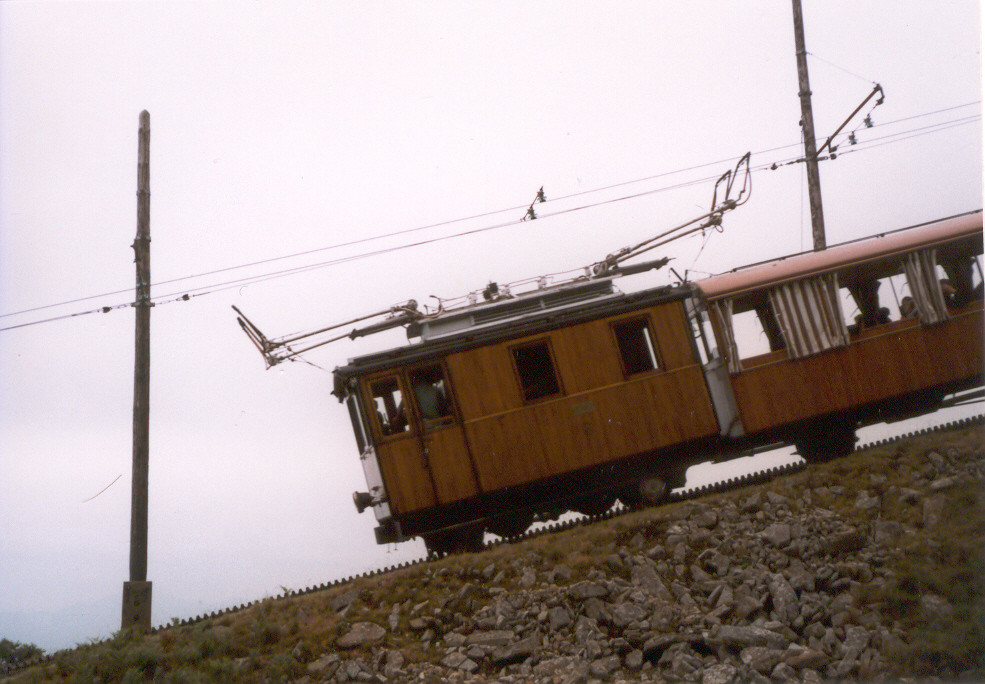
急勾配を登る列車とラック
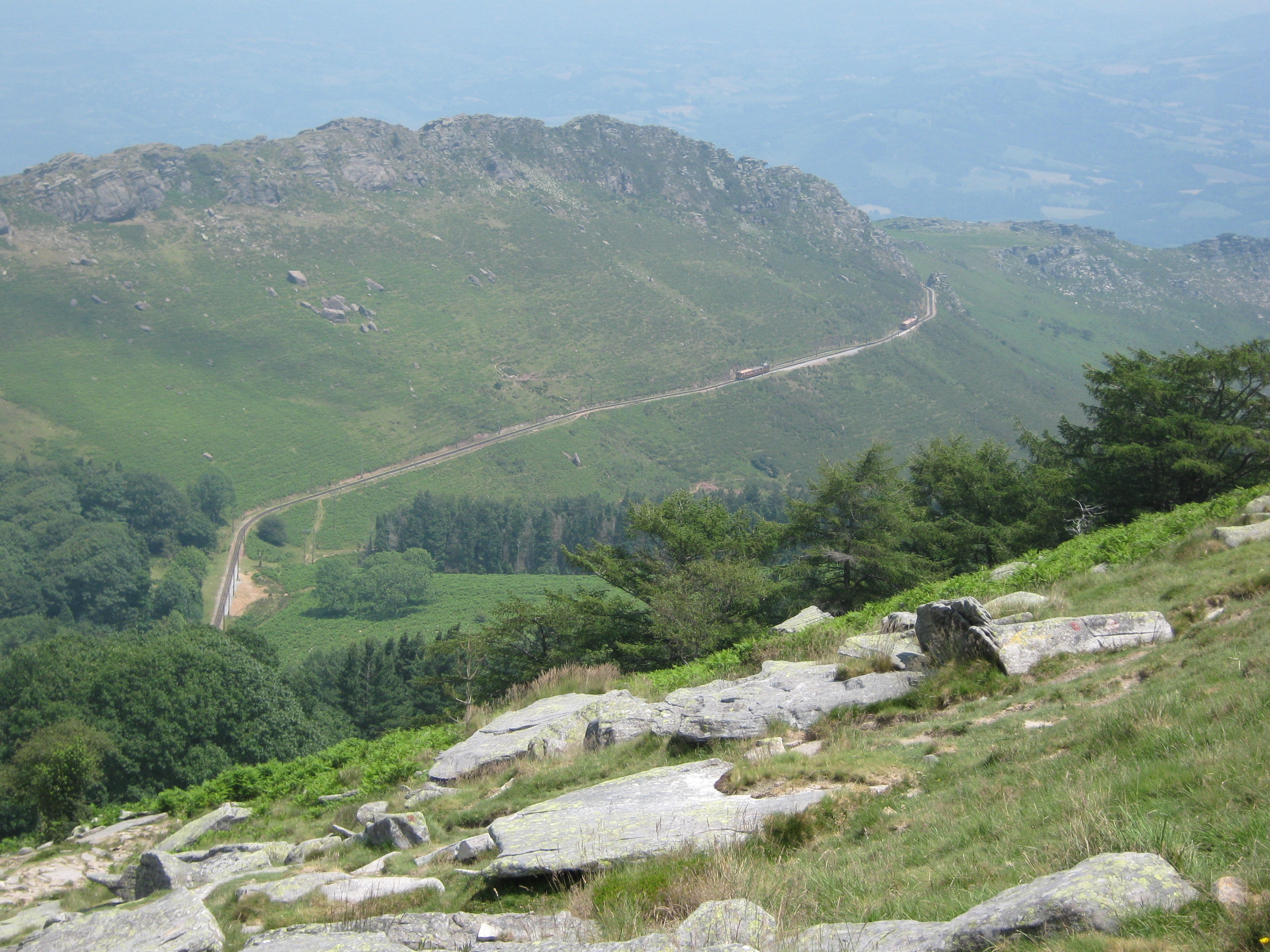
山裾を走る列車
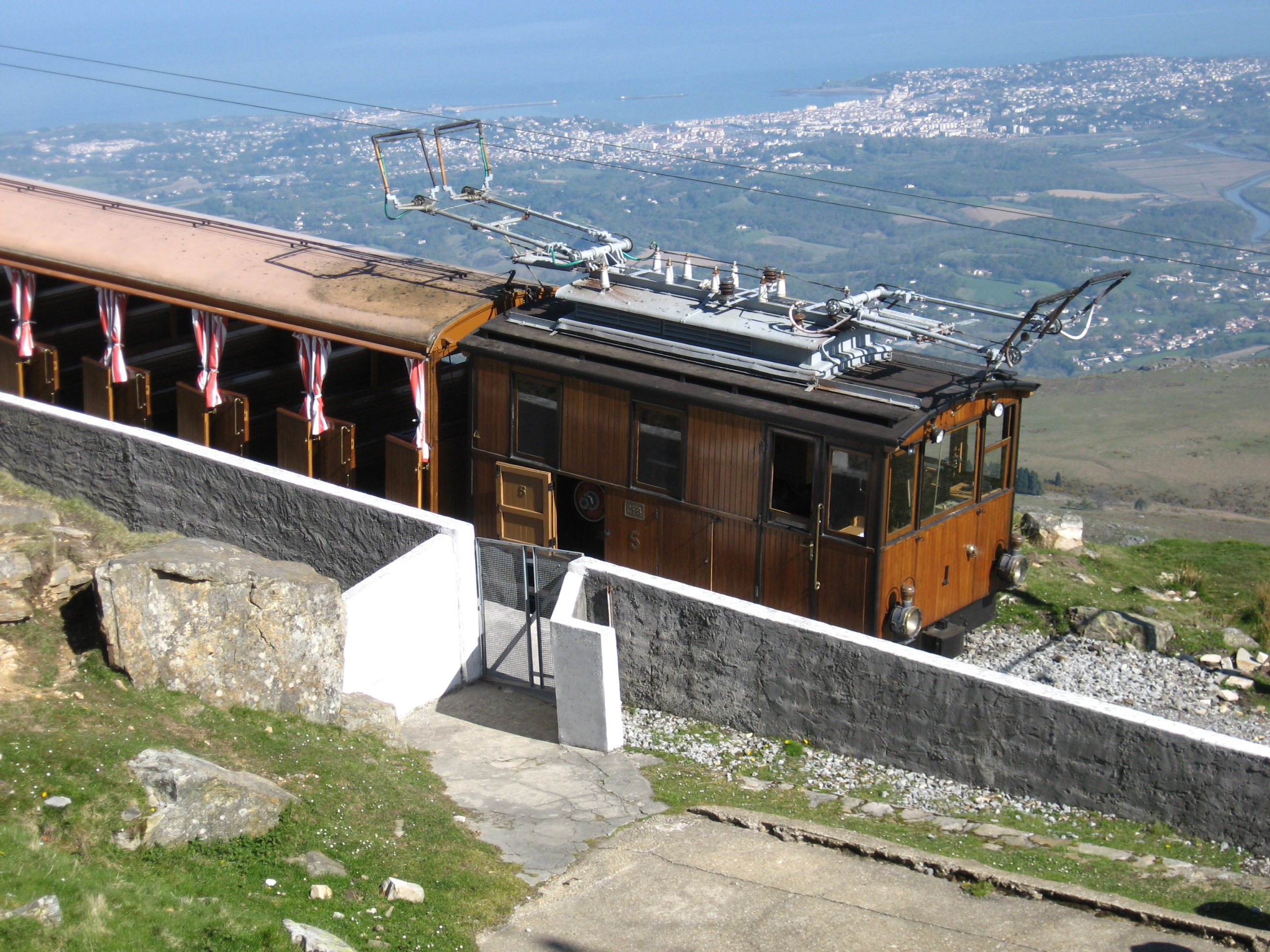
登山鉄道眼下に広がるビスケー湾岸